# إليشا كوبر
إليشا كوبر (بالإنجليزية: Elisha Cooper)‏ هو كاتب وكاتب للأطفال أمريكي، ولد في 22 فبراير 1971.